# Ancaudellia lobipennis
Ancaudellia lobipennis är en kackerlacksart som först beskrevs av Brunner von Wattenwyl 1893.  Ancaudellia lobipennis ingår i släktet Ancaudellia och familjen jättekackerlackor.
Artens utbredningsområde är Sri Lanka. Inga underarter finns listade i Catalogue of Life.